# AS Saint-Louisienne
L'Association Sportive Saint-Louisienne, ASSL, fou un equip de futbol de l'Illa de la Reunió que jugava a la Primera Divisió de les Illes Reunió, la màxima categoria de futbol en el departament d'ultramar de França. Anteriorment s'anomenà Société Sportive de la Saint-Louisienne.
El maig de 2021 entrà en liquidació i desaparegué per deutes.

## Palmarès
- Primera Divisió de l'Illa de la Reunió:[3]

1958, 1963, 1964, 1965, 1966, 1967, 1968, 1969, 1970, 1982, 1988, 1997, 1998, 2001, 2002, 2012
- Copa de l'Illa de la Reunió:[4]

1964, 1968, 1969, 1970, 1981, 1987, 1995, 1996, 1998, 1999, 2002, 2013
- Copa D.O.M:[5]

1989, 1998, 1999, 2002
- Copa D.O.M.–T.O.M.:[5][6]

2000, 2003